# Chris Messina
Christopher Messina(11 de agosto de 1974) é um ator, diretor, escritor e produtor norte-americano. Ele é mais conhecido por estrelar como Danny Castellano na série The Mindy Project(2012–2017), que lhe rendeu duas indicações para o Critics' Choice Television Award de Melhor Ator em Série de Comédia.
Já apareceu em filmes como Vicky Cristina Barcelona(2008), Julie & Julia(2009), Devil(2010), Argo(2012), Ruby Sparks(2012), Celeste e Jesse para Sempre(2012), Cake(2014), Aves de Rapina(2020), I Care a Lot(2020), Call Jane(2022), Air(2023) e The Boogeyman(2023). Messina escreveu, foi produtora executiva e estrelou a comédia Fairhaven(2012). Ele também dirigiu e estrelou o drama Alex de Veneza (2014).
Na televisão, Messina apareceu como Ted Fairwell na série dramática da HBO Six Feet Under(2005), Chris Sanchez na série de suspense jurídico da Audience Network Damages(2011–2012), Reese Lansing na série dramática política da HBO The Newsroom(2012–2014), Richard Willis na minissérie da HBO Sharp Objects(2018), Nick Haas na série de drama policial da USA Network The Sinner(2020), Angelo Lano na minissérie política da Starz Gaslit (2022) e como Nathan Bartlett no thriller de comédia Peacock Baseado em uma história verdadeira (2023).